# Salix cremnophila
Salix cremnophila är en videväxtart som beskrevs av Arika Kimura. Salix cremnophila ingår i släktet viden, och familjen videväxter. Inga underarter finns listade i Catalogue of Life.